# Василий Всеволодович
Васи́лий Все́володович (—1249) — старший из двух сыновей первого ярославского князя Всеволода Константиновича, второй ярославский князь.

## Биография
Родился не позже 1229 г. В первый раз он упоминается в летописях под 1238 г., как один из князей, «спасшихся от меча Батыева».

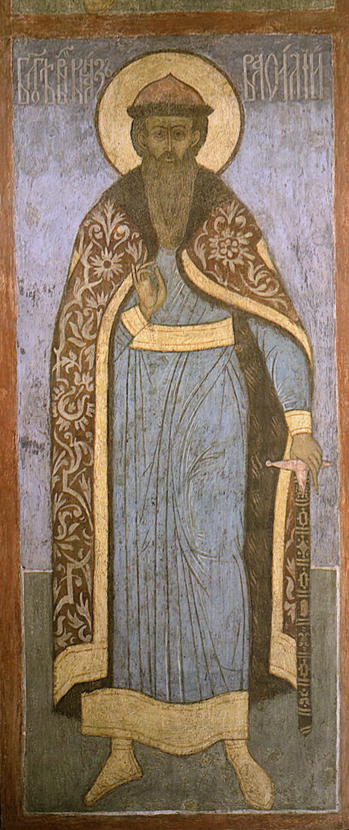
Святой князь Василий Ярославский

Сделавшись правителем после смерти отца в битве с монголо-татарами на реке Сити в 1238 году, вместе с другими князьями, ездил в Орду «про свою отчину», то есть для утверждения своего, волею хана, на Ярославском княжестве и отпущен Батыем с честью. После того ещё два раза ездил в Орду: в 1244 г., с дядей Владимиром Константиновичем Углицким, так же, как и в 1239 году, «про свою отчину», и в 1245 г., с великим князем Ярославом Всеволодовичем, неизвестно по какому случаю.
От брака с Ксенией, неизвестной по происхождению, имел сына Василия, который упоминается под годом смерти своего отца и о котором более ничего не известно, и дочь Анастасию, с рукой которой Ярославский стол перешёл к князю смоленско-можайскому Фёдору Ростиславичу.
Скончался в 1249 году во Владимире в гостях у великого князя. На похоронах своего родича были Александр Невский, ростовский и белозерский князья Борис и Глеб Васильковичи со своей матерью; погребён был ростовским епископом Кириллом в Ярославле в Успенском соборе.
Дочь Анастасия была замужем за смоленским князем Фёдором Ростиславичем, который стал ярославским князем с пресечением мужской линии местной династии.

## Почитание Русской православной церковью
Канонизирован, как и его брат Константин, после обретения их мощей в 1501 году после пожара в Успенском соборе Ярославля, где они были похоронены. Мощи стали главной реликвией собора вместе с Ярославской иконой Богородицы, принесённой по преданию в город братьями. В 1744 году по неосторожности гасивших свечи, которые складывались в ящик, стоявший близ гробницы с мощами, те сгорели вместе с ракой и деревянной сенью. Уцелевшие мощи были собраны и хранились в новой серебряной раке на прежнем месте.
Почитаются Русской церковью как святые благоверные князья, память их празднуется 3 (16) июля в день гибели Константина и 23 мая (5 июня) вместе с Собором Ростово-Ярославских святых.